# Callogryllus yunnanus
Callogryllus yunnanus is een rechtvleugelig insect uit de familie krekels (Gryllidae). De wetenschappelijke naam van deze soort is voor het eerst geldig gepubliceerd in 1992 door Wu & Zheng.